# خیاره (سنندج)
خیاره یک روستا در ایران است که در استان کردستان واقع شده‌است. خیاره ۶۰۶ نفر جمعیت دارد.